# Иванополь (Бердичевский район)
Ивано́поль (укр. Іванопіль) — посёлок в Бердичевском районе Житомирской области Украины.

## Географическое положение
В посёлке протекает река Тетеревка.
Расстояние до Чуднова физическое — 21 км, по автодорогам — 24 км. До Житомира физическое — 53 км, по жд — 89 км, по автодорогам — 73 км. До Киева физическое — 176 км, по жд — 215 км, по автодорогам — 220 км.

## История
Поселение Янушполь было основано в XVII веке, входило в состав Волынского воеводства Речи Посполитой.
С 1793 года — после Второго раздела Речи Посполитой местечко вошло в состав Российской империи, где стало центром Янушпольской волости Житомирского уезда Волынской губернии.
В 1870 году здесь насчитывалось 322 дома и 1017 жителей.
В 1904 году численность населения Янушполя составляла 4642 человека, здесь действовали два кожевенных, винокуренный, свечной и кирпичный заводы, православная церковь, католическая каплица, синагога, ежегодно проходили 3 ярмарки (торговля велась преимущественно скотом и хлебом).
25−29 марта 1919 г. в местечке произошёл погром, устроенный войсками Директории.
26 апреля 1924 году местечко Янушполь получило статус посёлка городского типа, с конца 1930-х гг. до 1954 года он был административным центром Янушпольского района.
Во время Великой Отечественной войны в начале июля 1941 года посёлок был оккупирован немецкими войсками; 20 мая 1942 было расстреляно 900 евреев, всего на территории района уничтожен 1171 еврей.
7 июня 1946 года в рамках указа Президиума Верховного Совета Украинской ССР «О сохранении исторических наименований, а также уточнении существующих наименований сельских советов и населённых пунктов Житомирской области» была произведена массовая замена географических наименований, которые содержали в себе топонимические указания на польское, немецкое и чешское присутствие в этой области. В частности польскоязычное «Янушполь» было переведено на украинский как «Иванополь» (по-польски «Януш» это форма имени «Ян», то есть «Иван»)..
В 1972 году в посёлке имелись сахарный комбинат, хлебный завод и кирпичный завод.
В январе 1989 года численность населения составляла 4871 человек.
В июле 1995 года Кабинет министров Украины утвердил решение о приватизации сахарного завода.
В 2008 году сахарный завод прекратил работу. Хлебный и кирпичный заводы также были окончательно распроданы и пришли в упадок к 2010 году.
На 1 января 2013 года численность населения составляла 3409 человек.

## Транспорт
Ближайшая ж/д станция — Чуднов-Волынский (расположена в 20 км от Иванополя на ветке Казатин — Шепетовка Юго-Западной железной дороги).

## Известные жители
В Иванополе родились Э. Бродский, С. Я. Елисаветский, А. Дмитревич
В 1847 году в Иванополе проживало 608 евреев (12 %), остальное население составляли украинцы, поляки, русские, в дальнейшем, наблюдается рост еврейского населения — 1897 г. — 1251 (24,6 %), в 1923 г. — 1236, в 1926 г. — 1369 (19,2 %), в 1939 г. — 721 еврей. В 1873 году имелись 2 синагоги, в конце XIX века — синагога и талмуд-тора. Основное занятие еврейского населения — торговля.